# Potentilla simulatrix
Potentilla simulatrix là loài thực vật có hoa trong họ Hoa hồng. Loài này được Th. Wolf miêu tả khoa học đầu tiên năm 1908.